# 城東居民CLC
《城東居民CLC》為韓國CUBETV於2018年推出的网络綜藝節目，由女團CLC全員主持，節目主軸為意外的休假將準備兩天一夜旅行的CLC成員的模樣記錄了下來，另外也記錄CLC成員結束了三年清潭洞生活後，隨公司搬去聖水洞的搬家現場。

## 外部連結
- Vlive （页面存档备份，存于） 
- Youtube（页面存档备份，存于） 
- Daum上《城東居民CLC》的資料